# Municipio de Duckett
El municipio de Duckett (en inglés: Duckett Township) es un municipio ubicado en el condado de Howard en el estado estadounidense de Arkansas. En el año 2010 tenía una población de 58 habitantes y una densidad poblacional de 1,05 personas por km².

## Geografía
El municipio de Duckett se encuentra ubicado en las coordenadas 34°16′27″N 94°12′42″O / 34.27417, -94.21167. Según la Oficina del Censo de los Estados Unidos, el municipio tiene una superficie total de 55.15 km², de la cual 54,09 km² corresponden a tierra firme y (1,93 %) 1,06 km² es agua.

## Demografía
Según el censo de 2010, había 58 personas residiendo en el municipio de Duckett. La densidad de población era de 1,05 hab./km². De los 58 habitantes, el municipio de Duckett estaba compuesto por el 93,1 % blancos, el 5,17 % eran de otras razas y el 1,72 % eran de una mezcla de razas. Del total de la población el 5,17 % eran hispanos o latinos de cualquier raza.